# Drag Race Sverige
Drag Race Sverige é um reality show sueco, do gênero competição, produzido pela World of Wonder, baseado na franquia RuPaul's Drag Race. O programa será transmitido pela SVT na Suécia e pelo WOW Presents Plus em outros países.
A adaptação foi anunciada em abril de 2022 e a selleção de elenco começou em maio. O programa será pela A Mastiff AB. Entre os produtores executivos, está presente RuPaul e Tom Campbell, bem como os fundadores do World of Wonder, Fenton Bailey e Randy Barbato. O programa será apresentado por Robert Fux e a primeira temporada está marcada para estrear em 2023. Em janeiro de 2023, a data de estreia foi confirmada para 4 de março de 2023, ao lado do restante do painel de jurados, a cantora e atriz Kayo e apresentadora de rádio e televisão Farao Groth.

## Concorrentes
As idades, nomes e cidades indicadas referem-se à época das filmagens.
| concorrente         | Idade | Cidade de origem        | Posição   |
| ------------------- | ----- | ----------------------- | --------- |
| Admira Thunderpussy | 28    | Estocolmo, Estocolmo    | Vencedora |
| Fontana             | 29    | São Leopoldo, Brasil    | Finalista |
| Vanity Vain         | 31    | Linköping, Östergötland | 3° Lugar  |
| Elektra             | 35    | Helsingborg, Escânia    | 4º Lugar  |
| Antonina Nutshell   | 28    | Liverpool, Reino Unido  | 5º Lugar  |
| Santana Sexmachine  | 28    | Berlim, Alemanha        | 6º Lugar  |
| Imaa Queen          | 28    | Värnamo, Jönköping      | 7º Lugar  |
| Endigo              | 30    | Tóquio, Japão           | 8º Lugar  |
| Almighty Aphrodite  | 20    | Mora, Dalarna           | 9º Lugar  |

## Drag Race Sverige: Untucked!
Em 19 de outubro de 2022, foi confirmado que a temporada principal terá sua própria série complementar chamada Drag Race Sverige: Untucked. Esta é a terceira iteração da série Untucked, depois de Drag Race Philippines: Untucked.

## Progresso das concorrentes
| Participante        | 1      | 2      | 3      | 4      | 5      | 6      | 7      | 8         |
| ------------------- | ------ | ------ | ------ | ------ | ------ | ------ | ------ | --------- |
| Admira Thunderpussy | BOM    | SALVA  | SALVA  | VENCEU | VENCEU | RUIM   | VENCEU | Vencedora |
| Fontana             | SALVA  | SALVA  | RUIM   | SALVA  | DUBLOU | VENCEU | SALVA  | Finalista |
| Vanity Vain         | SALVA  | DUBLOU | VENCEU | RUIM   | BOM    | BOM    | DUBLOU | Eliminada |
| Elecktra            | SALVA  | VENCEU | DUBLOU | BOM    | SALVA  | DUBLOU | ELIM   |           |
| Antonina Nutshell   | RUIM   | ELIM   |        | DUBLOU | RUIM   | ELIM   |        |           |
| Santana Sexmachine  | BOM    | BOM    | SALVA  | SALVA  | ELIM   |        |        |           |
| Imaa Queen          | VENCEU | BOM    | BOM    | ELIM   |        |        |        |           |
| Endigo              | DUBLOU | RUIM   | ELIM   | FORA   |        |        |        |           |
| Almighty Aphroditey | ELIM   |        |        | FORA   |        |        |        |           |

Legenda:
 Vencedora  A participante foi coroada a vencedora de Drag Race Sverige.
 Finalista  A participante ficou em segundo lugar.
 Eliminada  A participante foi eliminada na final.
 Miss S.  A participante foi eleita Miss Simpatia da temporada pelas participantes.
 VENCEU  A participante foi considerada a melhor no desafio e foi a vencedora da semana.
 BOM  A participante recebeu críticas positivas e ficou entre as melhores, mas não venceu o desafio.
 SALVA  A participante teve um médio desempenho e foi declarada salva.
 RUIM  A participante recebeu críticas negativas e ficou entre as piores, mas foi salva da eliminação.
 DUBLOU  A participante ficou entre as piores, dublou pela sua vida e venceu a dublagem, permanecendo na competição.
 ELIM  A participante ficou entre as piores, dublou pela sua vida, perdeu a dublagem e foi eliminada.
 DUBLOU  A participante retornou a competição por vencer o desafio "Ler é Fundamental", ficou entre as piores no desafio principal, dublou pela sua vida e venceu a dublagem, permanecendo na competição.
 FORA  A participante teve a chance de retornar a competição, mas perdeu o desafio "Ler é Fundamental" e não foi selecionada a retornar a competição.
 Convidada  A participante foi convidada para participar da reunião e da final.